# Zillertal
Zillertal er en sydlig sidedal til Unterinntal i Tyrol i Østrig. Dalen er forholdsvis bred, solfyldt og ikke særlig stejl. Der drives derfor meget landbrug, og dalen er også attraktiv for turismen. Dalen har 35.000 indbyggere, som er fordelt over 25 kommuner. Dalen udgør en del af distriktet Schwaz, men har en selvstændig forvaltning, som ligger i dalens historiske og geografiske midtpunkt i Zell am Ziller. Ziller er navnet på floden i dalen.
Zillertal danner grænsen mellem Tux-Alperne i vest og Kitzbühel-alperne i øst. De sydlige dele af dalen begrænses af Zillertal-Alperne med flere bjergtoppe på over 3.000 moh.
Kommunen ved indgangen til Zillertal hedder Strass im Zillertal. Dalens største kommune, Mayrhofen (3.800 indbyggere) ligger 30 km længere mod syd og danner afslutningen på den egentlige Zillertal. Her forgrener dalen sig i fire mindre og brattere dale: Tuxertal mod vest, Zamser Grund mod sydvest, Stillupgrund mod sydøst og Zillergrund mod øst. De to førstnævnte er beboede. Af andre sidedale er Gerlostal den største. Den ligger vest for Zell og danner over Gerlospasset forbindelsen til det salzburgske landskab Pinzgau.
Med Zillertalbahn, der er en smalsporet jernbanelinje fra Jenbach i Inndalen til Mayrhofen, er Zillertal også knyttet til Østrigs jernbanenet. Dermed er dalen let tilgængelig fra f.eks. Innsbruck, som ligger ca. 40 km længere mod vest.
Som religionshistorisk kuriositet kan man nævne, at grænsen mellem bispedømmerne Innsbruck og Salzburg går langs floden Ziller. Dermed hører landsbyerne på dalens venstre (vestlige) side åndelig set til Innsbruck, og den højre (østre) siden til Salzburg. Dette kommer også til udtryk i kirkespirene: Mens kirketårnene har røde tage på Zillers venstre side, har de grønne tage på flodens højre side.